# المستشار (فلم)
المستشار (بالإنجليزية: The Counselor) هو فيلم إثارة أُصدر في الولايات المتحدة والمملكة المتحدة سنة 2013 . الفيلم من إخراج ريدلي سكوت ، وهذا الفيلم من بطولة مايكل فاسبندر وبينيلوب كروز وكاميرون دياز وبراد بيت وخافيير باردم.
.

## قصة الفيلم
تدور قصة الفيلم حول محامي “فاسبيندر” يعرف باسم المستشار .. يتورط بتجارة المخدرات ويحاول بكل الطرق أن ينجو بحياته بعد أن دخل هذا العالم بمساعدة كل من ويستراي “بيت” ورينير “بارديم”.
المميز أن سيناريو الفيلم يأتي من الكاتب الروائي الشهير جدا “كورماك مكارثي” والذي تحولت العديد من روايته لأفلام ناجحة .. لعل من أبرزها الفيلم الأوسكاري للإخوة كوين No Country for Old Men والذي شارك فيه خافيير بارديم وفاز عنه بأوسكار أفضل ممثل مساعد.

## روابط خارجية
- مقالات تستعمل روابط فنية بلا صلة مع ويكي بيانات